# Ayyalur
Ayyalur là một thị xã panchayat của quận Dindigul thuộc bang Tamil Nadu, Ấn Độ.

## Nhân khẩu
Theo điều tra dân số năm 2001 của Ấn Độ, Ayyalur có dân số 14.362 người. Phái nam chiếm 50% tổng số dân và phái nữ chiếm 50%. Ayyalur có tỷ lệ 53% biết đọc biết viết, thấp hơn tỷ lệ trung bình toàn quốc là 59,5%: tỷ lệ cho phái nam là 63%, và tỷ lệ cho phái nữ là 42%. Tại Ayyalur, 12% dân số nhỏ hơn 6 tuổi.